# La macchina della realtà
La macchina della realtà (The Difference Engine) è un romanzo di fantascienza steampunk del 1990, scritto da William Gibson e Bruce Sterling.
È spesso indicata come l'opera che ha dato inizio al filone dello steampunk, anche se in realtà è piuttosto quella che lo ha reso popolare tra gli appassionati di fantascienza, dato che già in precedenza erano state scritte storie ascrivibili a questo genere, e il termine stesso risale almeno al 1979.
I principi ispiratori delle storie cyberpunk di Gibson e Sterling sono qui applicati ad un'età vittoriana alternativa, nella quale Charles Babbage è riuscito nell'ambizione di costruire un avanzato computer meccanico (la macchina analitica, evoluzione della macchina differenziale che dà il titolo originale al romanzo), anticipando di oltre un secolo la rivoluzione informatica.

## Trama
Londra, 1855. Il Radical Industrial Party di Lord Byron è al potere, dopo che Charles Babbage ha completato la sua macchina analitica diffondendola in modo capillare. La Gran Bretagna ha un impero coloniale con aviazione e carri armati, a Manhattan governa Karl Marx e la Germania è frammentata. Laurence Oliphant, dei servizi segreti britannici, indaga sulla sparizione di un set di schede forate su cui vi sarebbe un programma per fare scommesse "sicure", ma in realtà si tratta di un programma che dimostra i due teoremi noti come teoremi di incompletezza di Gödel su cui Ada Lovelace tiene una conferenza in Francia.
Alla fine del libro, si getta uno sguardo distopico al futuro 1991, governato da un'intelligenza artificiale di cui gli uomini sono succubi.

## Edizioni
- The Difference Engine, settembre 1990,  pp. 256 pp, ISBN 0-575-04762-3.
- La macchina della realtà, Altri Mondi, Mondadori, 1992, ISBN 88-04-36041-0.
- La macchina della realtà, Piccola Biblioteca Oscar Mondadori, 1999, ISBN 88-04-47225-1.
- La macchina della realtà, Urania Classici, 287, 2001,  pp. 443 pp.
- La macchina della realtà, Urania Collezione n.131, 2013.